# Ali Kanna
Ali Kanna Sulayman (nascido em 1945) é um tenente-general líbio de origem tuaregue. Foi o comandante das forças sulistas de Muammar Gaddafi durante a Primeira Guerra Civil Líbia.  Após o fim da campanha de Fezzan, fugiu para Agadez e ajudou outros lealistas gaddafistas, principalmente o comandante da força aérea Ali Sharif al-Rifi, a escapar para o Níger.
Em 2013, retornou à região de Fezzan, na Líbia. Posteriormente,  esteve envolvido na mediação do conflito de Ubari. Em 2015, participou das negociações em Doha para acabar com o conflito entre os tuaregues e os toubou.
Em fevereiro de 2019, o primeiro-ministro do Governo do Acordo Nacional, Fayez al-Sarraj, nomeou Kanna comandante da zona militar do sul (Sabha).